# Alexandre Bontemps
Alexandre Bontemps (9 juni 1626 – 17 januari 1701) var betjänt hos kung Ludvig XIV av Frankrike och en betydelsefull person vid hovet och Versailles, respekterad för sina kontakter med kungen.
Han var tvåa ut av fem personer med efternamnet Bontemps att inneha titeln  Premier valet de la Chambre du Roi ("Förste tjänare i kungens kammare".